# Erynnis
Erynnis är ett släkte av fjärilar som beskrevs av Franz Paula von Schrank 1801. Erynnis ingår i familjen tjockhuvuden.

## Bildgalleri

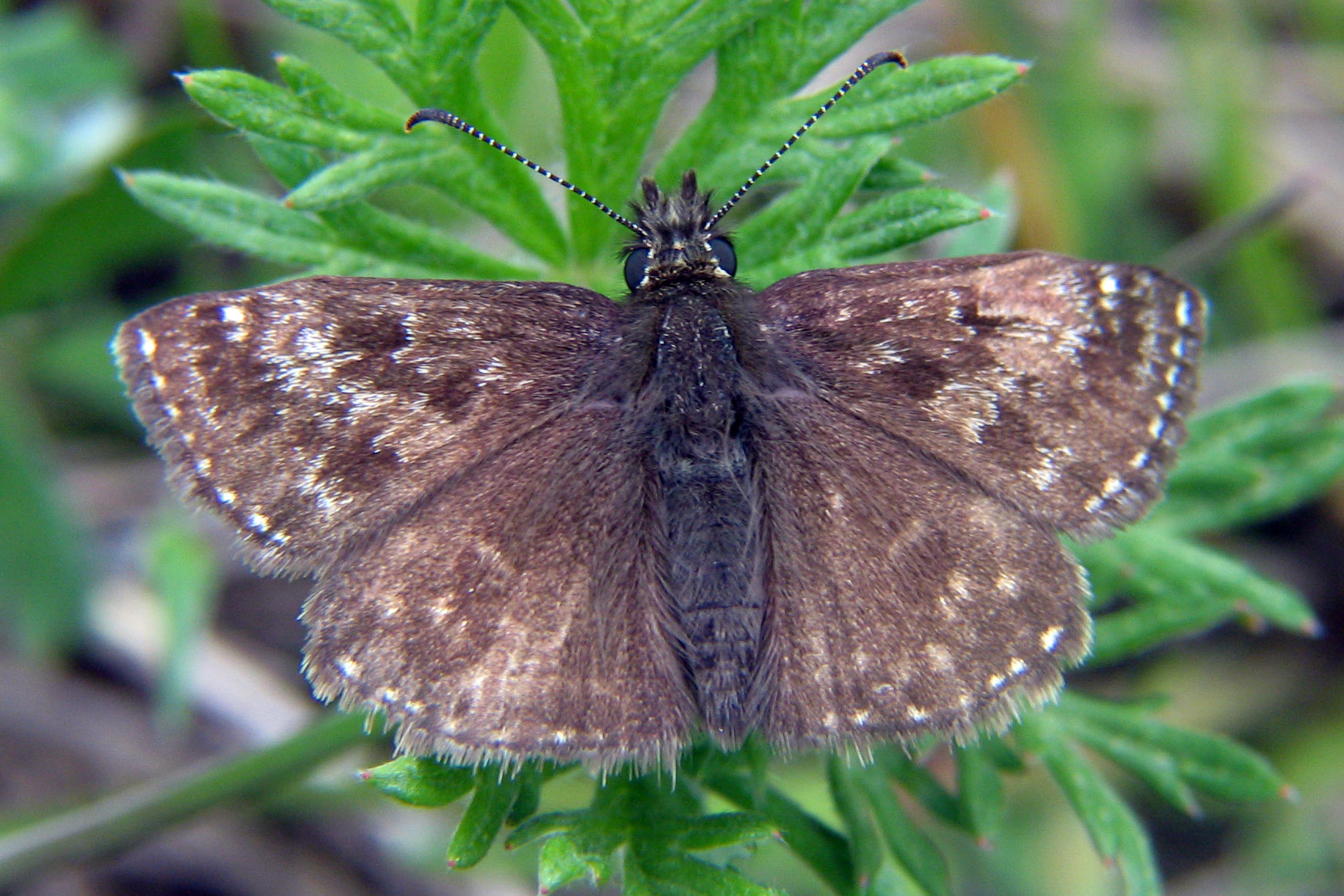

## Dottertaxa tillErynnis, i alfabetisk ordning[1][2]
- Erynnis afranius
- Erynnis albomarginatus
- Erynnis alcoides
- Erynnis ausonius
- Erynnis australis
- Erynnis avinoffi
- Erynnis baptisiae
- Erynnis bautista
- Erynnis baynesi
- Erynnis borealis
- Erynnis brizo
- Erynnis burgessi
- Erynnis callidus
- Erynnis cervantes
- Erynnis clarus
- Erynnis clericalis
- Erynnis clitus
- Erynnis coelestina
- Erynnis costalis
- Erynnis diogenes
- Erynnis elbursina
- Erynnis ennius
- Erynnis erebus
- Erynnis fieldi
- Erynnis fredericki
- Erynnis fulva
- Erynnis funeralis
- Erynnis geryon
- Erynnis hamamaelidis
- Erynnis horatius
- Erynnis icelus
- Erynnis isabellae
- Erynnis juvenalis
- Erynnis juvenis
- Erynnis lacustra
- Erynnis leechi
- Erynnis lilius
- Erynnis lucilius
- Erynnis maestus
- Erynnis magnatages
- Erynnis marloyi
- Erynnis martialis
- Erynnis max
- Erynnis mercurius
- Erynnis meridianus
- Erynnis minima
- Erynnis monta
- Erynnis montanus
- Erynnis morio
- Erynnis mulleri
- Erynnis naevius
- Erynnis nigrescens
- Erynnis ovidius
- Erynnis pacuvius
- Erynnis pallidafulvus
- Erynnis pamphilus
- Erynnis pathan
- Erynnis pattersoni
- Erynnis pelias
- Erynnis pernigra
- Erynnis persius
- Erynnis petronius
- Erynnis plautus
- Erynnis polioides
- Erynnis popoviana
- Erynnis posticeprivata
- Erynnis propertius
- Erynnis quercus
- Erynnis radiata
- Erynnis rustan
- Erynnis rusticanus
- Erynnis rutilius
- Erynnis scudderi
- Erynnis sericea
- Erynnis sinina
- Erynnis somnus
- Erynnis subclarus
- Erynnis suffusavariegata
- Erynnis tages
- Erynnis tatius
- Erynnis telemachus
- Erynnis terentius
- Erynnis tibullus
- Erynnis torquatilla
- Erynnis tristis
- Erynnis unicolor
- Erynnis virgilius
- Erynnis zarucco